# Le Jour de mon retour
Pour plus de détails, voir Fiche technique et Distribution.
Le Jour de mon retour (The Mercy) est un film dramatique britannique de James Marsh, sorti en 2018.
Il se fonde sur l'histoire tragique de Donald Crowhurst, qui participa en 1968-1969 au premier tour du monde en solitaire et sans escales, aux côtés de Robin Knox-Johnston (vainqueur) et de Bernard Moitessier (qui décida de ne pas terminer la course).

## Synopsis
Donald Crowhurst est un chef d'entreprise anglais, passionné de voile, mais sans expérience de la haute mer. Pour sauver son entreprise de la faillite, il décide de participer au Golden Globe Challenge, un tour du monde en solitaire. Avec le soutien de sa femme et ses enfants, il se lance dans cette incroyable aventure. Une fois parti, il doit très vite faire face à de graves difficultés.

## Fiche technique
Sauf indication contraire, les informations mentionnées dans cette section peuvent être confirmées par la base de données cinématographiques IMDb,  présente dans la section « Liens externes ».
- Titre original : The Mercy
- Titre français : Le Jour de mon retour
- Réalisation : James Marsh
- Scénario : Scott Z. Burns
- Décors : Robert Wischhusen-Hayes
- Photographie : Éric Gautier
- Montage : Jinx Godfrey
- Musique : Jóhann Jóhannsson
- Production : Graham Broadbent, Scott Z. Burns, Peter Czernin, Nicolas Mauvernay et Jacques Perrin
  - Producteurs délégués : Diarmuid McKeown et Jonny Persey (en)
- Pays d'origine :  Royaume-Uni
- Genre : drame biographique
- Langue originale : anglais
- Dates de sortie :
  -  Royaume-Uni : 9 février 2018
  -  France : 7 mars 2018

## Distribution
- Colin Firth (VF : Christian Gonon) : Donald Crowhurst
- Rachel Weisz (VF : Anne Dolan) : Clare Crowhurst
- David Thewlis (VF : Bernard Alane) : Rodney Hallworth
- Ken Stott (VF : Patrice Dozier) : Stanley Best
- Jonathan Bailey : Wheeler
- Adrian Schiller (VF : Féodor Atkine) : Elliot
- Oliver Maltman (en) (VF : Cyrille Artaux) : Dennis Herbstein
- Kit Connor : Roger Crowhurst
- Eleanor Stagg : Rachel Crowhurst

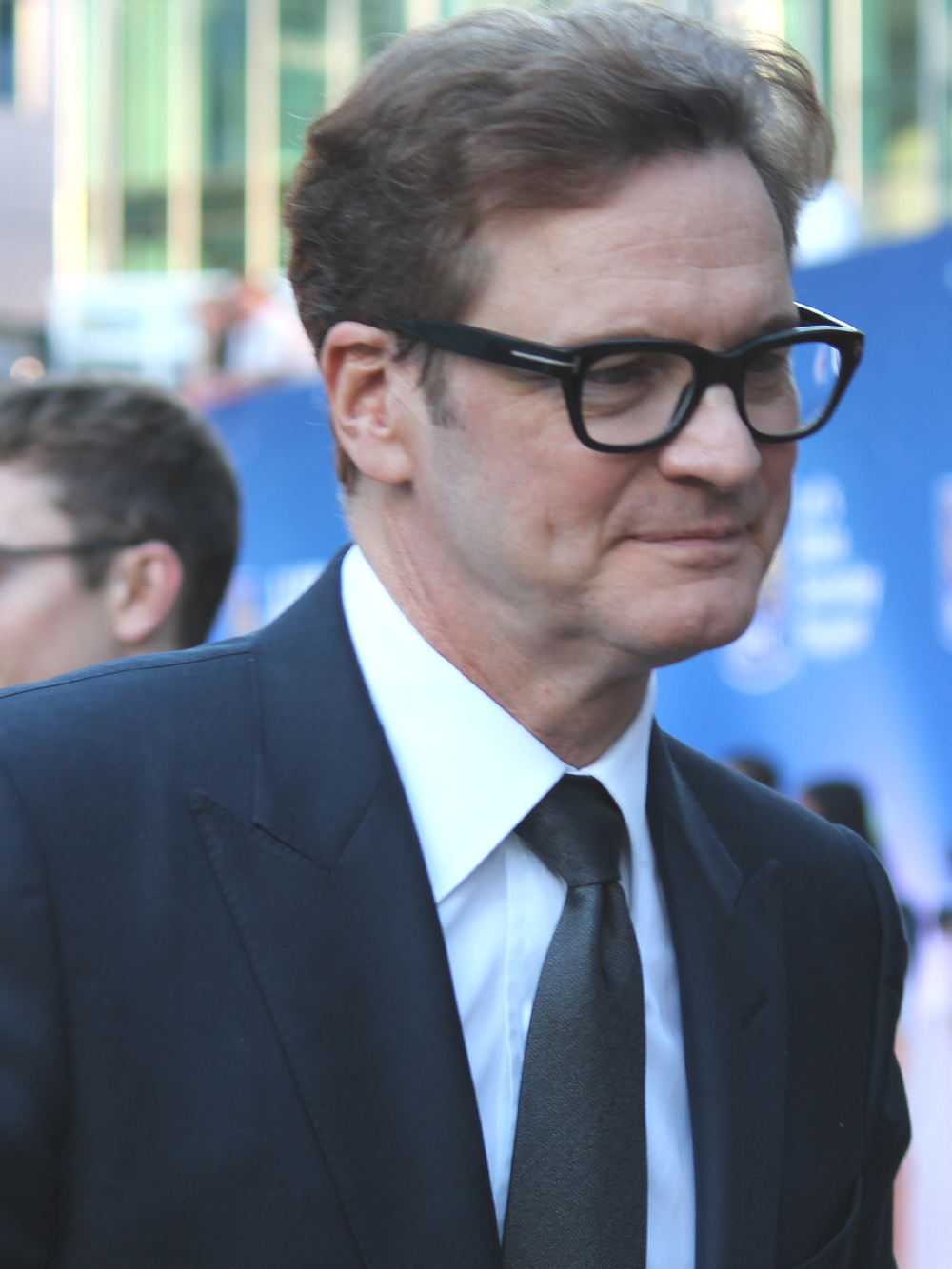
L'acteur principal Colin Firth, l'année de tournage du film.

- Geoff Bladon : Arthur Bladon Town Mayor

## Production
En 1982, l'histoire de ce navigateur inspire de façon très libre le film Les Quarantièmes rugissants de Christian de Chalonge, avec Jacques Perrin (rôle principal et producteur). Ce film est un échec et Jacques Perrin l'a ensuite renié,.
Conservant cependant les droits sur l'histoire de Donald Crowhurst, il coproduit 40 ans plus tard le film Le Jour de mon retour ainsi qu'un documentaire, L'Homme qui voulait défier les océans.